# 2月7日 (旧暦)
旧暦2月7日（きゅうれきにがつなのか）は旧暦2月の7日目である。六曜は友引である。

## できごと
- 継体天皇25年（ユリウス暦531年3月10日） - 継体天皇が禅譲し、第27代・安閑天皇が即位[要出典]
- 応徳元年（ユリウス暦1084年3月15日） - 甲子革令の為、永保から応徳に改元
- 元暦元年/寿永3年（ユリウス暦1184年3月20日） - 一ノ谷の戦い。源義経らが「鵯越の奇襲」により平氏に圧勝
- 延応元年（ユリウス暦1239年3月13日） - 天変が相次ぐ為、暦仁から延応に改元
- 天和元年（グレゴリオ暦1681年3月26日） - 将軍・徳川綱吉が、母・桂昌院の発頓により護国寺を創建
- 延宝9年（グレゴリオ暦1690年3月17日） - 孔子を祭る湯島聖堂が完成

## 誕生日
- 天保8年（グレゴリオ暦1837年3月13日） - 三条実美、尊攘派公卿（+ 1891年）

## 忌日
- 継体天皇25年（ユリウス暦531年3月10日） - 継体天皇、26代天皇（日本書紀本文による）
- 元暦元年/寿永3年（ユリウス暦1184年3月20日） - 平敦盛、武将・平経盛の子（* 1169年）
- 元暦元年/寿永3年（ユリウス暦1184年3月20日） - 平忠度、武将・平忠盛の子（* 1144年）
- 元禄7年（グレゴリオ暦1694年3月2日） - 毛利吉就、長州藩藩主（* 1668年）
- 享保16年（グレゴリオ暦1731年3月14日） - 各務支考、俳諧師・蕉門十哲の一人 （* 1665年）